# Miléna
A Miléna szláv eredetű női név, jelentése: kedves, szelíd.

## Rokon nevek
- Miletta:[1] a Miléna továbbképzése olasz kicsinyítőképzővel.[2]
- Milica, Milla

## Gyakorisága
Az 1990-es években a Miléna és a Miletta szórványos név, a 2000-es években nem szerepelnek a 100 leggyakoribb női név között.

## Névnapok
- január 24.[2]
- május 24.[2]
- március 24.[2]

Miletta
- július 6.[2]

## Híres Milénák, Miletták
- Milena Knežević (*1990) montenegrói kézilabdázó
- Milena montenegrói királyné, sz. Milena Vukotić (1847–1923)
- Mylène Demongeot (1935–2022) francia színésznő
- Mylène Jampanoï (*1980) francia színésznő
- Mileena, a Mortal Kombat videójáték-sorozat fiktív szereplője